# Sossio Giametta
Sossio Arturo Giametta (Frattamaggiore, 20 novembre 1929 – Bruxelles, 15 gennaio 2024) è stato un filosofo, traduttore e giornalista italiano.

## Biografia
Laureato in giurisprudenza, verso la fine degli anni '50 conobbe Giorgio Colli e Mazzino Montinari, coi quali collaborò per quattro anni, tra Firenze e Weimar, alla grande edizione critica delle opere di Friedrich Nietzsche, divenendo uno dei massimi contributori alla diffusione del suo pensiero in Italia.
Alla maniera di un Privatdenker, Giametta scrisse fondamentali saggi di critica "eterodossa" su Benedetto Croce e Goethe, suoi primi maestri, e su Johann Georg Hamann. Nel corso degli anni tradusse tutte le opere e i più importanti scritti postumi di Nietzsche, nonché quasi tutto Schopenhauer, oltre a testi cruciali di Cesare, Spinoza, Goethe, Freud, Max Stirner. Di Nietzsche fu critico, interprete e continuatore nel modo - metafisicamente creativo - dei grandi commentatori antichi di Platone o Aristotele.
Fu anche romanziere, estraneo a scuole o correnti, con storie dalla forte valenza filosofica e morale, attitudine stilistica che indusse Raffaele La Capria ad affermare che la prosa di Giametta pare quella di un centauro, sorprendente incontro di letteratura e filosofia. In qualità di giornalista ed elzevirista collaborò con Il Mattino, Corriere della Sera, La Repubblica, Il Giornale, Il Giornale di Vicenza, MicroMega, Sette e la Domenica del Sole 24 Ore. 
Negli anni, e in particolare dalla cosiddetta "Trilogia dell'essenzialismo" (composta dal Bue squartato, L'oro prezioso dell'essere e Cortocircuiti), Giametta elaborò un proprio sistema di filosofia - erede del naturalismo rinascimentale e spinoziano - da lui così descritto: "Essenzialismo: esso è una nuova filosofia, fondata esclusivamente sulla natura, intesa nei suoi due aspetti, sia come naturans sia come naturata. L'essenzialismo descrive la condizione umana come determinata dalla combinazione di due elementi eterogenei: dall'essenza di tutto ciò che esiste, che è divina, e dalle condizioni di esistenza, che sono spesso fin troppo diaboliche, a cui sono sottoposte tutte le creature. Il contemperamento di questi due elementi, diverso in ogni individuo, spiega le ragioni eterne per cui si crede o non si crede, si afferma o si nega la vita, si è ottimisti o pessimisti...". 
Morì il 15 gennaio 2024, all'età di 94 anni, a Bruxelles dove vi si trasferì nel 1965, lavorando per trent'anni presso il Consiglio dei Ministri dell'Unione europea.

## Opere
- Oltre il nichilismo: Nietzsche, Holderlin, Goethe, Tempi moderni, Napoli 1987.
- Nietzsche il poeta, il moralista, il filosofo (prefazione di Claudio Magris), Garzanti, Milano 1991.
- Palomar, Han, Candaule e altri. Scritti di critica letteraria, Palomar, Bari 1992.
- Nietzsche e i suoi interpreti. Oltre il nichilismo, Marsilio, Venezia 1995.
- Erminio o della fede. Dialogo con Nietzsche di un suo interprete. Spirali, Milano 1997.
- Saggi nietzschiani, La Città del Sole, Napoli 1998.
- Hamann nel giudizio di Hegel, Goethe e Croce, Bibliopolis, Napoli 2005.
- Tre conferenze. Il mondo, Schopenhauer, Nietzsche, Palomar, Bari 2005.
- Madonna con bambina e altri racconti morali, BUR, Milano 2006.
- Commento allo Zarathustra, Mondadori Bruno, Milano 2006.
- Nietzsche. Il pensiero come la dinamite, BUR, Milano 2007.
- I pazzi di Dio. Croce, Heidegger, Schopenhauer, Nietzsche e altri, La Città del Sole, Napoli 2008 e nuova edizione Luni, Milano, 2023.
- Schopenhauer e Nietzsche, Il Prato, Padova 2008.
- Eterodossie crociane, Bibliopolis, Napoli 2009.
- Il volo di Icaro. Elzeviri filosofici, Il Prato, Padova 2009.
- Introduzione a Nietzsche. Opera per opera, BUR, Milano 2009.
- Il bue squartato e altri macelli. La dolce filosofia (con Giuseppe Girgenti), Mursia, Milano 2012.
- L'oro prezioso dell'essere. Saggi filosofici, Mursia, Milano 2013.
- Cortocircuiti,  Mursia, Milano 2014.
- Adelphoe, Unicopli, Milano 2015.
- Il dio lontano, Castelvecchi, Roma 2016.
- Tre centauri, Saletta dell'Uva, Napoli 2016.
- Ritratti di dodici filosofi, Saletta dell'Uva, Napoli 2017.
- Una vacanza attiva, OlioOfficina, Milano 2017.
- Grandi problemi risolti in piccoli spazi. Codicillo dell'essenzialismo (postfazione di Marco Lanterna), Bompiani, Milano 2017.
- Colli, Montinari e Nietzsche, BookTime, Milano 2018.
- Capricci napoletani. Pagine di diario (a cura di Marco Lanterna), OlioOfficina, Milano 2018.
- Il colpo di timpano, Saletta dell'Uva, Napoli 2019.
- Dio impassibile (preludio di Antonio Castronuovo), Babbomorto, Imola 2019.
- Contromano, BookTime, Milano 2019.
- Caleidiscopio filosofico. L'eterno ritorno nel Nietzsche di Heidegger e altri saggi. Mimesis, Milano-Udine 2022.
- La filosofia di Spinoza e il duello con Schopenhauer e Nietzsche, Bollati Boringhieri, Torino, 2022.
- Nietzsche e i suoi interpreti. Luni, Milano 2024 (con un nuovo capitolo finale).